# مايك كرامب
مايك كرامب هو لاعب كرة قدم كندية كندي، ولد في 24 نوفمبر 1970 في كيلونا في كندا.

## وصلات خارجية
- مايك كرامب على موقع JustSportsStats.com (الإنجليزية)